# Brigadas Populares
As Brigadas Populares (BPs) é uma organização socialista política brasileira fundada em São Paulo em 2011, a partir da fusão de quatro coletivos. Sua atuação de maior visibilidade é em ocupações urbanas, atuando com ação direta no momento da entrada nos imóveis, despejos e na atuação cotidiana nos territórios, como com cozinhas populares, por vezes em parcerias com outras organizações como o Movimento dos Trabalhadores Sem Teto (MTST).
A organização se autointitula "popular, militante e de massas" e divulga estar presente em 10 estados do Brasil: Bahia, Ceará, Distrito Federal, Espírito Santo, Minas Gerais, Rio de Janeiro, Santa Catarina, São Paulo, Pará e Pernambuco. Uma das ocupações de destaque da organização foi a de Dandara, na Região Metropolitana de Belo Horizonte, que conta hoje com mais de 2 mil famílias.
Outros temas em que há atuação das Brigadas Populares incluem cursinhos populares, mineração e atingidos por barragens, luta por melhores condições no sistema prisional e contra o encarceramento em massa, transporte público, luta contra a fome, juventude e movimento estudantil, violência policial, direitos humanos, arte, cultura e comunicação populares, comunas, dívida pública, democracia, movimento sindical e, durante a pandemia de COVID-19, ações para aliviar os efeitos da doença nas comunidades.
Entre as articulações nacionais das quais as Brigadas Populares fazem parte estão a Frente Povo Sem Medo, a Campanha Despejo Zero, o Comitê Brasileiro de Defensores e Defensoras de Direitos Humanos (CBDDH) e a Agenda Nacional pelo Desencarceramento.
As Brigadas Populares fazem sua atuação partidária dentro do PSOL, na Revolução Solidária (RS). No entanto, a atuação na RS é limitada a parcela de atuação eleitoral-institucional das BPs, não sendo a organização uma tendência do PSOL. Em 2018, a militantes das Brigadas Andreia de Jesus foi eleita deputada estadual em Minas Gerais, saindo da organização durante o mandato. Em 2022, a militante brigadista Bella Gonçalves foi eleita, também para a Assembleia Legislativa de Minas Gerais.
Em dezembro de 2024, as Brigadas Populares anunciaram em suas redes sociais uma fusão com o Movimento dos Trabalhadores Sem-Teto (MTST).